# A.C.F. Brescia Calcio Femminile 2017-2018
Questa voce raccoglie le informazioni riguardanti l'A.C.F. Brescia Calcio Femminile Società Sportiva Dilettantistica nelle competizioni ufficiali della stagione 2017-2018.

## Stagione
Il Brescia prende il via della stagione 2017-2018 dalla seconda posizione raggiunta dietro la Fiorentina in campionato e dalla sconfitta, sempre ad opera della Fiorentina, nella finale di Coppa Italia, e quindi disputerà la finale di Supercoppa italiana. Come da regolamento UEFA, come seconda classificata in campionato, prende parte alla UEFA Women's Champions League, partendo dai sedicesimi di finale.

## Divise e sponsor
Per la stagione 2017-2018 la tenuta di gara ripropone lo schema già utilizzato precedentemente dal Brescia maschile e dalla squadra femminile, con la vistosa V bianca bordata di celeste su fondo azzurro sulla maglia, con pantaloncini e calzettoni azzurri per la tenuta casalinga, mentre per le trasferte la tenuta riporta i colori invertiti; presente anche come terza tenuta un completo completamente nero tranne per il classico motivo a V sulla maglia. Nuovamente Lo sponsor tecnico è la Umbro, mentre gli sponsor principali sono la Ostilio Mobili, la Mesgo e la Eurocosmetic.
| Casa | Trasferta | Terza divisa |

## Organigramma societario
Area tecnica
- Allenatore: Gianpiero Piovani
- Allenatore in seconda: Luigi Erbaggio
- Allenatore in seconda: Alessandro Oro
- Preparatore dei portieri: Paolo Valnegri
- Preparatore atletico: Francesco Pellegrini
- Team manager: Roberto Antonini

Area sanitaria
- Medico sociale:
- Fisioterapista:

## Rosa
Rosa, numerazione e ruoli, tratti dal sito ufficiale della società, sono aggiornati al 30 settembre 2017.
| N. |                       | Ruolo | Calciatrice                  |
| -- | --------------------- | ----- | ---------------------------- |
| 1  | Italia (bandiera)     | P     | Chiara Marchitelli           |
| 2  | Portogallo (bandiera) | D     | Mónica Mendes                |
| 3  | Italia (bandiera)     | D     | Paola Boglioni               |
| 4  | Italia (bandiera)     | D     | Tecla Pettenuzzo             |
| 5  | Polonia (bandiera)    | C     | Aleksandra Sikora            |
| 6  | Italia (bandiera)     | D     | Federica Di Criscio          |
| 7  | Italia (bandiera)     | D     | Valentina Bergamaschi        |
| 8  | Italia (bandiera)     | C     | Serena Magri                 |
| 9  | Italia (bandiera)     | A     | Daniela Sabatino             |
| 10 | Italia (bandiera)     | A     | Cristiana Girelli (capitano) |
| 11 | Finlandia (bandiera)  | D     | Nora Heroum                  |
| 12 | Romania (bandiera)    | P     | Camelia Ceasar               |

| N. |                        | Ruolo | Calciatrice             |
| -- | ---------------------- | ----- | ----------------------- |
| 13 | Italia (bandiera)      | A     | Isabel Cacciamali       |
| 15 | Stati Uniti (bandiera) | D     | Brooke Hendrix          |
| 16 | Italia (bandiera)      | D     | Laura Fusetti           |
| 17 | Polonia (bandiera)     | C     | Katarzyna Daleszczyk    |
| 18 | Italia (bandiera)      | C     | Laura Ghisi             |
| 19 | Italia (bandiera)      | A     | Valentina Giacinti      |
| 21 | Italia (bandiera)      | C     | Martina Tomaselli       |
| 23 | Italia (bandiera)      | C     | Manuela Giugliano       |
| 27 | Svizzera (bandiera)    | P     | Francesca Zanzi         |
|    | Italia (bandiera)      | C     | Federica Bocchi         |
|    | Italia (bandiera)      | C     | Irina Alexandra Tunoaia |

## Calciomercato
| Acquisti | Acquisti              | Acquisti         | Acquisti   |
| R.       | Nome                  | da               | Modalità   |
| -------- | --------------------- | ---------------- | ---------- |
| P        | Francesca Zanzi       | Balerna          | definitivo |
| D        | Federica Di Criscio   | AGSM Verona      | definitivo |
| D        | Brooke Hendrix        | Fylkir           | [ 9 ]      |
| D        | Mónica Mendes         | Neunkirch        | definitivo |
| D        | Tecla Pettenuzzo      | Padova           | prestito   |
| C        | Katarzyna Daleszczyk  | Medyk Konin      | definitivo |
| C        | Laura Fusetti         | Como 2000        | definitivo |
| C        | Manuela Giugliano     | AGSM Verona      | definitivo |
| C        | Nora Heroum           | Fortuna Hjørring | definitivo |
| C        | Aleksandra Sikora     | Medyk Konin      | definitivo |
| C        | Martina Tomaselli     | Trento Clarentia | definitivo |
| A        | Valentina Bergamaschi | Neunkirch        | definitivo |
| A        | Valentina Giacinti    | Mozzanica        | definitivo |

| Cessioni | Cessioni            | Cessioni             | Cessioni   |
| R.       | Nome                | a                    | Modalità   |
| -------- | ------------------- | -------------------- | ---------- |
| P        | Alessandra Bolchini |                      | svincolata |
| D        | Roberta D'Adda      | Sassuolo             | svincolata |
| D        | Sara Gama           | Juventus             | svincolata |
| D        | Raffaella Manieri   | San Zaccaria         | definitivo |
| D        | Cecilia Salvai      | Juventus             | svincolata |
| D        | Ekaterina Tyryškina | Rodez                | svincolata |
| C        | Barbara Bonansea    | Juventus             | svincolata |
| C        | Valentina Cernoia   | Juventus             | svincolata |
| C        | Chiara Eusebio      | Sassuolo             | definitivo |
| C        | Silvia Fuselli      | Fimauto Valpolicella | definitivo |
| C        | Elisa Mele          |                      | ritirata   |
| C        | Martina Rosucci     | Juventus             | svincolata |
| A        | Martina Lenzini     | Juventus             | svincolata |
| A        | Giulia Pezzotta     | Fiamma Monza         | prestito   |
| A        | Annamaria Serturini | Pink Sport Time      | [ 25 ]     |
| A        | Stefania Tarenzi    | Sassuolo             | svincolata |

## Risultati

### Serie A

#### Girone di andata
| Arbitro: | Stefania Genoveffa Signorelli (Paola) |

|  |           |                                                              |
|  | Marcatori | 11’ Heroum 15’, 22’ Bergamaschi 60’, 70’ (rig.), 84’ Girelli |

| Arbitro: | Edoardo Papale (Torino) |

|                   |           |             |
| Giacinti 33’, 59’ | Marcatori | 44’ Tarenzi |

| Arbitro: | Andrea Faccini (Parma) |

|                               |           |  |
| Bergamaschi 30’ Giugliano 41’ | Marcatori |  |

| Arbitro: | Stefania Menicucci (Lanciano) |

|                  |           |                                                     |
| Bonetti 43’, 65’ | Marcatori | 8’ (rig.), 68’ Girelli 31’ Bergamaschi 84’ Sabatino |

| Arbitro: | Deborah Bianchi (Prato) |

|                          |           |               |
| Sabatino 10’ Girelli 21’ | Marcatori | 58’ Pittaccio |

| Arbitro: | Marco Manicardi (Modena) |

|             |           |                                          |
| Coppola 87’ | Marcatori | 23’ Girelli 51’ Giacinti 82’ Bergamaschi |

| Arbitro: | Matteo Canci (Carrara) |

|  |           |                                                       |
|  | Marcatori | 24’ (rig.) Boattin 28’ Franssi 41’ Galli 57’ Bonansea |

| Arbitro: | Aleksandar Djurdjevic (Trieste) |

|                   |           |                                 |
| Monterubbiano 53’ | Marcatori | 77’ (rig.) Girelli 80’ Giacinti |

| Arbitro: | Sergio Palmieri (Conegliano) |

|                                                    |           |                    |
| Giugliano 25’ Girelli 75’ (rig.) Giacinti 77’, 80’ | Marcatori | 71’ (rig.) Palombi |

| Arbitro: | Stefania Menicucci (Lanciano) |

|  |           |                                                |
|  | Marcatori | 35’, 50’ (rig.), 86’ Girelli 40’, 53’ Giacinti |

| Arbitro: | Alessandro Negrelli (Finale Emilia) |

|                                          |           |  |
| Bergamaschi 2’ Sabatino 29’ Giacinti 45’ | Marcatori |  |

#### Girone di ritorno
| Arbitro: | Andrea Faccini (Parma) |

|                                                  |           |  |
| Sabatino 39’ Mendes 51’ Giacinti 54’ Girelli 81’ | Marcatori |  |

| Arbitro: | Sergio Palmieri (Conegliano) |

|  |           |                             |
|  | Marcatori | 4’ Bergamaschi 70’ Sabatino |

| Arbitro: | Simone Trevisan (Mestre) |

|                                      |           |                                                              |
| Brumana 53’ (rig.) Mendes 66’ (aut.) | Marcatori | 18’ Sikora 24’ Di Criscio 31’, 79’ Giacinti 44’, 90’ Girelli |

| Arbitro: | Martina Molinaro (Lamezia Terme) |

|              |           |  |
| Giacinti 78’ | Marcatori |  |

| Arbitro: | Alessandro Costa (Novara) |

|             |           |                                                 |
| Pugnali 80’ | Marcatori | 51’ Giacinti 58’, 77’ Tomaselli 90+4’ Giugliano |

| Arbitro: | Matteo Canci (Carrara) |

|                                        |           |                            |
| Heroum 4’ Giacinti 13’, 68’ Sikora 77’ | Marcatori | 41’ Faccioli 86’ Carradore |

| Arbitro: | Stefania Genoveffa Signorelli (Paola) |

|             |           |                              |
| Boattin 66’ | Marcatori | 4’ Daleszczyk 45+2’ Sabatino |

| Arbitro: | Andrè Scialla (Vicenza) |

|                          |           |                                                |
| Giacinti 28’ Hendrix 90’ | Marcatori | 77’ Monterubbiano 81’ Alborghetti 90+3’ Mendes |

| Arbitro: | Valerio Pezzopane (L'Aquila) |

|  |           |                               |
|  | Marcatori | 57’ Sabatino 65’, 74’ Girelli |

| Arbitro: | Sergio Palmieri (Conegliano) |

|                                          |           |              |
| Giacinti 1’, 58’ Sikora 17’ Sabatino 74’ | Marcatori | 63’ Mastalli |

| Arbitro: | Francesco Burlando (Genova) |

|                                           |           |                                                                   |
| Sikora 37’ (aut.) Kongoulī 74’ Decker 82’ | Marcatori | 9’ (aut.) Lipman 23’ Sikora 35’, 60’ Sabatino 63’, 90+1’ Giacinti |

#### Spareggio scudetto
| Arbitro: | Anna Scapolo (Padova) |

|                                             |                      |                                                         |
| Bonansea Rosucci Gama Galli Cernoia Boattin | Tiri di rigore 5 – 4 | Girelli Giugliano Daleszczyk Sikora Sabatino Di Criscio |

### Coppa Italia

#### Primo turno
| Arbitro: | Andrè Scialla (Vicenza) |

|                                       |           |  |
| Bergamaschi 1’, 51’, 52’ Giacinti 89’ | Marcatori |  |

| Arbitro: | Silvia Gasperotti (Rovereto) |

|  |           |                                                                                           |
|  | Marcatori | 20’ (rig.) Girelli 26’ Daleszczyk 54’ Tomaselli 75’ Giacinti 76’ Sabatino 90’ Bergamaschi |

#### Fase finale
| Arbitro: | Silvia Gasparotti (Rovereto) |

|  |           |                                                               |
|  | Marcatori | 24’ Heroum 28’, 65’ Giacinti 51’, 53’, 63’ Sabatino 84’ Ghisi |

| Arbitro: | Aleksandar Djurdjevic (Trieste) |

|                                                            |           |                      |
| Bergamaschi 43’, 62’ Hendrix 71’ Giacinti 78’ Sabatino 88’ | Marcatori | 67’ (rig.) Regazzoli |

| Arbitro: | Deborah Bianchi (Prato) |

|  |           |              |
|  | Marcatori | 45’ Giacinti |

| Arbitro: | Edoardo Papale (Torino) |

|                    |           |  |
| Girelli 24’ (rig.) | Marcatori |  |

| Arbitro: | Stefania Menicucci (Lanciano) |

|                                   |           |             |
| Mauro 11’ Bonetti 26’ Caccamo 44’ | Marcatori | 72’ Girelli |

### Supercoppa italiana
| Arbitro: | Silvia Gasperotti (Rovereto) |

|          |           |                                        |
| Mauro 4’ | Marcatori | 32’ Sabatino 50’, 66’, 77’ Bergamaschi |

### UEFA Women's Champions League

#### Fase a eliminazione diretta
| Arbitro: | Lorraine Clark |

|            |           |  |
| Bakker 88’ | Marcatori |  |

| Arbitro: | Volha Tsiareška |

|                           |           |  |
| Daleszczyk 23’ Mendes 83’ | Marcatori |  |

| Arbitro: | Jana Adámková |

|                 |           |                                          |
| Girelli 8’, 37’ | Marcatori | 30’ Blackstenius 42’ Cayman 58’ Sembrant |

| Arbitro: | Katalin Kulcsár |

|                                                                        |           |  |
| Dekker 19’ Jakobsson 25’ Veje 37’ Toletti 67’ Léger 81’ Torrecilla 85’ | Marcatori |  |

## Statistiche

### Statistiche di squadra
| Competizione                  | Punti | In casa | In casa | In casa | In casa | In casa | In casa | In trasferta | In trasferta | In trasferta | In trasferta | In trasferta | In trasferta | Totale | Totale | Totale | Totale | Totale | Totale | DR  |
| Competizione                  | Punti | G       | V       | N       | P       | Gf      | Gs      | G            | V            | N            | P            | Gf           | Gs           | G      | V      | N      | P      | Gf     | Gs     | DR  |
| ----------------------------- | ----- | ------- | ------- | ------- | ------- | ------- | ------- | ------------ | ------------ | ------------ | ------------ | ------------ | ------------ | ------ | ------ | ------ | ------ | ------ | ------ | --- |
| Serie A                       | 60    | 11      | 9       | 0       | 2       | 28      | 13      | 11           | 11           | 0            | 0            | 43           | 11           | 22     | 20     | 0      | 2      | 71     | 24     | +47 |
| Spareggio scudetto            | -     | -       | -       | -       | -       | -       | -       | -            | -            | -            | -            | -            | -            | 1      | 0      | 1      | 0      | 0      | 0      | 0   |
| Coppa Italia                  | -     | 3       | 3       | 0       | 0       | 10      | 1       | 3            | 3            | 0            | 0            | 14           | 0            | 7      | 6      | 0      | 1      | 25     | 4      | +21 |
| Supercoppa italiana           | -     | -       | -       | -       | -       | -       | -       | -            | -            | -            | -            | -            | -            | 1      | 1      | 0      | 0      | 4      | 1      | +3  |
| UEFA Women's Champions League | -     | 2       | 1       | 0       | 1       | 4       | 3       | 2            | 0            | 0            | 2            | 0            | 7            | 4      | 1      | 0      | 3      | 4      | 10     | -6  |
| Totale                        | -     | 16      | 13      | 0       | 3       | 42      | 17      | 16           | 14           | 0            | 2            | 57           | 18           | 35     | 28     | 1      | 6      | 104    | 39     | +65 |

### Andamento in campionato
| Giornata  | 1 | 2 | 3 | 4 | 5 | 6 | 7 | 8 | 9 | 10 | 11 | 12 | 13 | 14 | 15 | 16 | 17 | 18 | 19 | 20 | 21 | 22 |
| --------- | - | - | - | - | - | - | - | - | - | -- | -- | -- | -- | -- | -- | -- | -- | -- | -- | -- | -- | -- |
| Luogo     | T | C | C | T | C | T | C | T | C | T  | C  | C  | T  | T  | C  | T  | C  | T  | C  | T  | C  | T  |
| Risultato | V | V | V | V | V | V | P | V | V | V  | V  | V  | V  | V  | V  | V  | V  | V  | P  | V  | V  | V  |
| Posizione | 1 | 1 | 1 | 1 | 1 | 1 | 2 | 2 | 2 | 2  | 2  | 2  | 2  | 2  | 2  | 2  | 2  | 1  | 1  | 1  | 1  | 1  |

Legenda:

Luogo: C = Casa; T = Trasferta. Risultato: V = Vittoria; N = Pareggio; P = Sconfitta.

### Statistiche delle giocatrici
| Giocatore      | Serie A  | Serie A | Serie A     | Serie A    | Coppa Italia | Coppa Italia | Coppa Italia | Coppa Italia | Supercoppa italiana | Supercoppa italiana | Supercoppa italiana | Supercoppa italiana | Champions League | Champions League | Champions League | Champions League | Totale   | Totale | Totale      | Totale     |
| Giocatore      | Presenze | Reti    | Ammonizioni | Espulsioni | Presenze     | Reti         | Ammonizioni  | Espulsioni   | Presenze            | Reti                | Ammonizioni         | Espulsioni          | Presenze         | Reti             | Ammonizioni      | Espulsioni       | Presenze | Reti   | Ammonizioni | Espulsioni |
| -------------- | -------- | ------- | ----------- | ---------- | ------------ | ------------ | ------------ | ------------ | ------------------- | ------------------- | ------------------- | ------------------- | ---------------- | ---------------- | ---------------- | ---------------- | -------- | ------ | ----------- | ---------- |
| V. Bergamaschi | 14       | 7       | 0           | 0          | 4            | 6            | 0            | 0            | 1                   | 3                   | 0                   | 0                   | 4                | 0                | 1                | 0                | 23       | 16     | 1           | 0          |
| F. Bocchi      | 1        | 0       | 0           | 0          | -            | -            | -            | -            | -                   | -                   | -                   | -                   | -                | -                | -                | -                | 1        | 0      | 0           | 0          |
| P. Boglioni    | 0        | 0       | 0           | 0          | 1            | 0            | 0            | 0            | 0                   | 0                   | 0                   | 0                   | 0                | 0                | 0                | 0                | 1        | 0      | 0           | 0          |
| I. Cacciamali  | 5        | 0       | 0           | 0          | 2            | 0            | 0            | 0            | 0                   | 0                   | 0                   | 0                   | 0                | 0                | 0                | 0                | 7        | 0      | 0           | 0          |
| C. Ceasar      | 16+1     | -20     | 1           | 0          | 3            | -3           | 0            | 0            | 0                   | 0                   | 0                   | 0                   | 2                | -6               | 0                | 0                | 22       | -29    | 1           | 0          |
| K. Daleszczyk  | 19+1     | 1       | 2           | 0          | 4            | 1            | 1            | 0            | -                   | -                   | -                   | -                   | 4                | 1                | 0                | 0                | 28       | 3      | 3           | 0          |
| F. Di Criscio  | 18+1     | 1       | 3           | 0          | 5            | 0            | 0            | 0            | 1                   | 0                   | 1                   | 0                   | 4                | 0                | 1                | 0                | 29       | 1      | 5           | 0          |
| L. Fusetti     | 22+1     | 0       | 0           | 0          | 7            | 0            | 1            | 0            | 1                   | 0                   | 0                   | 0                   | 4                | 0                | 0                | 0                | 35       | 0      | 1           | 0          |
| L. Ghisi       | 4        | 0       | 0           | 0          | 2            | 1            | 0            | 0            | 1                   | 0                   | 0                   | 0                   | 0                | 0                | 0                | 0                | 7        | 1      | 0           | 0          |
| V. Giacinti    | 22+1     | 21      | 1           | 0          | 7            | 7            | 0            | 0            | 1                   | 0                   | 0                   | 0                   | 4                | 0                | 0                | 0                | 35       | 28     | 1           | 0          |
| C. Girelli     | 22+1     | 17      | 0           | 0          | 7            | 3            | 0            | 0            | 1                   | 0                   | 0                   | 0                   | 4                | 2                | 0                | 0                | 35       | 22     | 0           | 0          |
| M. Giugliano   | 21+1     | 3       | 2           | 0          | 6            | 0            | 0            | 0            | 1                   | 0                   | 0                   | 0                   | 4                | 0                | 0                | 0                | 33       | 3      | 2           | 0          |
| B. Hendrix     | 22+1     | 1       | 1           | 0          | 5            | 1            | 0            | 0            | -                   | -                   | -                   | -                   | 3                | 0                | 1                | 0                | 31       | 2      | 2           | 0          |
| N. Heroum      | 19+1     | 2       | 1           | 0          | 7            | 1            | 0            | 0            | 1                   | 0                   | 0                   | 0                   | 4                | 0                | 0                | 0                | 32       | 3      | 1           | 0          |
| S. Magri       | 2        | 0       | 0           | 0          | 1            | 0            | 0            | 0            | 0                   | 0                   | 0                   | 0                   | 0                | 0                | 0                | 0                | 3        | 0      | 0           | 0          |
| C. Marchitelli | 6+1      | -4      | 0           | 0          | 4            | -1           | 1            | 0            | 1                   | -1                  | 0                   | 0                   | 2                | -4               | 0                | 0                | 14       | -10    | 1           | 0          |
| M. Mendes      | 19       | 1       | 1           | 0          | 6            | 0            | 1            | 0            | 1                   | 0                   | 0                   | 0                   | 3                | 1                | 0                | 0                | 29       | 2      | 2           | 0          |
| T. Pettenuzzo  | 13+1     | 0       | 0           | 0          | 4            | 0            | 2            | 0            | 1                   | 0                   | 0                   | 0                   | 2                | 0                | 2                | 1                | 21       | 0      | 4           | 1          |
| D. Sabatino    | 22+1     | 10      | 1           | 0          | 7            | 5            | 0            | 0            | 1                   | 1                   | 0                   | 0                   | 4                | 0                | 0                | 0                | 35       | 16     | 1           | 0          |
| A. Sikora      | 19+1     | 4       | 0           | 0          | 5            | 0            | 0            | 0            | 1                   | 0                   | 0                   | 0                   | 2                | 0                | 0                | 0                | 28       | 4      | 0           | 0          |
| M. Tomaselli   | 18       | 2       | 0           | 0          | 6            | 1            | 0            | 0            | 1                   | 0                   | 0                   | 0                   | 3                | 0                | 0                | 0                | 28       | 3      | 0           | 0          |
| F. Zanzi       | 1        | 0       | 0           | 0          | 0            | 0            | 0            | 0            | -                   | -                   | -                   | -                   | -                | -                | -                | -                | 1        | 0      | 0           | 0          |